# بخش رودبنه
بخش رودبنه یکی از بخش‌های شهرستان لاهیجان در استان گیلان در شمال ایران است.

## تقسیمات کشوری
- بخش رودبنه :
  - دهستان رودبنه
  - دهستان شیرجوپشت

شهرها: رودبنه

## جمعیت
بنابر سرشماری مرکز آمار ایران، جمعیت بخش رودبنه شهرستان لاهیجان در سال ۱۳۸۵ برابر با ۳۱۲۱۱ نفر بوده است.

## روستاهای رودبنه
- ایوان استخر
- پهمدان
- کچلام
- ناصرکیاده
- نوشر
- نوبیجار
- کهنه رودپشت